# Neoctenus comosus
Espèce
Neoctenus comosus est une espèce d'araignées aranéomorphes de la famille des Trechaleidae.

## Distribution
Cette espèce est endémique du Brésil.

## Description
La femelle holotype mesure 11,5 mm.

## Publication originale
- Simon, 1897 : Histoire naturelle des araignées. Paris, vol. 2, p. 1-192 (texte intégral).